# Хари Потър и Нечистокръвния принц
 Тази статия е за книгата.  За филма вижте Хари Потър и Нечистокръвния принц (филм).  
Хари Потър и Нечистокръвния принц (на английски: Harry Potter and the Half-Blood Prince) е фентъзи роман, написан от английската писателка Джоан Роулинг, шестият от поредицата Хари Потър. Книгата проследява Хари Потър, млад магьосник, през шестата му година в училището за магия и вълшебство Хогуортс и миналото на врага на момчето – Лорд Волдемор, а също и подготовката на Хари за последната битка срещу Волдемор заедно със своя директор и ментор Албус Дъмбълдор.
Книгата е публикувана в Обединеното кралство от Bloomsbury и в Съединените щати от Scholastic на 16 юли 2005 г., както и в няколко други страни. Продадени са почти седем милиона копия от романа през първите 24 часа след издаването му, рекорд, който в крайна сметка е подобрен от продължението му, Хари Потър и Даровете на Смъртта. Като цяло романът получава положителни отзиви и печели няколко награди и отличия, включително Британската награда за книга на годината за 2006 г.
Рецензенти отбелязат, че книгата има по-мрачен тон от предшествениците си, въпреки че съдържа малко хумор. Някои считат любовта, смъртта, доверието и изкуплението за основни теми. Значителното развитие на характера на Хари и много други тийнейджърски герои също привлича вниманието. 

## Сюжет
След смъртта на своя кръстник, Сириус Блек, Хари е посетен от Дъмбълдор, който го придружава до дома на семейство Уизли. По пътя те се отбиват, за да се срещнат с Хорас Слъгхорн, когото Дъмбълдор иска да върне в Хогуортс, за да преподава отвари. Слъгхорн не е склонен, но се съгласява, след като разбира, че ще преподава на известния Хари Потър.
В Хогуортс Сивиръс Снейп е обявен за новия учител по защита срещу черните изкуства. Хари, който е пропуснал да купи консумативи по отвари, трябва да вземе стар учебник, за да посещава часовете на Слъгхорн. Той намира стар, оръфан учебник с надпис „Собственост на Нечистокръвния принц“. Хари забелязва, че надрасканите съвети в книгата дават по-добри резултати от отпечатаните инструкции и продължава да използва книгата след това. Той се издига до върха в класа, като Слъгхорн приписва уменията му за отвари като черта, наследена от майка му Лили.
Междувременно Дъмбълдор запознава Хари с миналото на Том Риддъл, известен още като Волдемор, за да го подготви за тяхната предречена битка. Той показва на Хари спомени от миналото на Риддъл, включително срещата на родителите му, едно от първите му убийства и срещата на Дъмбълдор с него. Един спомен, даден на Дъмбълдор от Слъгхорн, когато е бил професор навремето, но след като Риддъл произнася думата „хоркрукс“, споменът става тъмен. Споменът е променен и Дъмбълдор иска Хари да вземе истинския от Слъгхорн. Хари започва да посещава срещите на „Слъг-кръг“, неформална група от любимите ученици на Слъгхорн. Хърмаяни и Джини също са поканени, но не и Рон.
Хърмаяни моли Рон да отиде на коледното парти на Слъгхорн с нея, но той все още ѝ е сърдит заради миналото ѝ с Виктор Крум. След мач по куидич той започва да излиза с Лавендър Браун. Хари присъства на партито с Луна Лъвгуд, но в крайна сметка си тръгва, когато Драко Малфой е открит, докато се опитва да присъства на събитието. След празниците Рон е отровен, след като пие медовина, първоначално предназначена като подарък за Дъмбълдор. Той оцелява, но е оставен от Лавендър, защото прекарва повече време с Хърмаяни след инцидента. През това време Хари и Джини започват да се срещат.
Хари най-накрая използва отварата Феликс Фелицис, течен късмет, за да се сдобие с истинския спомен на Слъгхорн. Разкрива, че Том Риддъл е създал шест от хоркруксите  за да стане безсмъртен. Хоркруксите, магически предмети, в които се скрива нечия душа, са древна форма на тъмна магия. Дъмбълдор вярва, че два вече са унищожени, но остават поне четири. Той ги изброява на Хари, след което го извиква една вечер, твърдейки, че е намерил друг. Заедно те пътуват до пещера, където хоркруксът е скрит под защитни магии в средата на езеро.
Дъмбълдор е изтощен при взимането на предмета, след което се връща с Хари в Хогуортс. Виждайки Черния знак над Астрономическата кула, двамата се апарират на нея. Чувайки стъпки, Дъмбълдор поставя защитна магия на Хари, който е принуден да гледа как Драко безшумно обезоръжава Дъмбълдор. Драко поема отговорност за опита да убие Дъмбълдор, по заповед на Волдемор, през цялата учебна година, но не може да се реши да го направи сега. Снейп идва на върха на кулата и вместо това изстрелва убийствено проклятие към Дъмбълдор.
Освободен от защитната магия на Дъмбълдор, Хари преследва Снейп и се опитва да използва заклинание върху него, което Снейп лесно отклонява. Хари пада на земята и Снейп му се присмива, че използва магиите, които той е измислил, срещу него самия. Той се разкрива като Нечистокръвния принц, след което бяга с Драко през последвалата битка между смъртожадните и Ордена на феникса. Тялото на Дъмбълдор е намерено в подножието на Астрономическата кула. Погребението му се провежда на територията на Хогуортс и на него присъстват представители на всички магьоснически раси. Хари открива, че хоркруксът, който са намерили, е фалшив и се заклева да намери и унищожи останалите. Рон и Хърмаяни обещават да му помогнат.

## Преди публикуване
Роулинг заявява, че е планирала Хари Потър и Нечистокръвния принц от години, но прекарва два месеца в преразглеждане на плана си, преди да започне да пише първата чернова на историята. Това е урок за писателката, след като тя не проверява плана си за Огнения бокал и трябва да пренапише една трета от книгата. Тя започва да пише книгата преди да се роди второто ѝ дете, Дейвид, но си взема почивка, за да се грижи за него. Първата глава, „Другият министър“, която включва срещи между министър-председателя на мъгълите, министъра на магията Корнелиус Фъдж и неговия наследник Руфъс Скримджър, е концепция, която Роулинг се опитва да започне във Философският камък, Затворникът от Азкабан и Орденът на феникса, но открива, че „най-накрая работи“ в Нечистокръвния принц. Тя заявява, че е „сериозно разстроена“ да напише края на книгата, въпреки че Огненият бокал е най-трудната за писане. Когато е попитана дали харесва книгата, тя отговаря: „Харесва ми повече, отколкото харесах Бокала, Феникса или Стаята, когато ги завършвах. Шеста книга прави това, което исках да направи и дори никой друг да не я харесва (и някои няма), знам, че ще остане една от любимите ми в поредицата. В крайна сметка трябва да угодите първо на себе си, преди да угодите на някой друг!“.
Роулинг разкрива заглавието Нечистокръвния принц на уебсайта си на 24 юни 2004 г. Това е заглавието, което тя някога е обмисляла за втората книга, Стаята на тайните, въпреки че е решила, че разкритата информация принадлежи на по-късен етап в историята. На 21 декември 2004 г. тя обявява, че е приключила с писането му, заедно с датата на издаване на 16 юли.

## Стил и теми
Някои рецензенти отбелязват, че Нечистокръвния принц съдържа по-тъмен тон от предишните романи от поредицата. Рецензентът Айвън Зип твърди, че първата половина съдържа по-лек тон, за да смекчи нещастния край. Рецензентът на Бостън Глоуб Лиз Розенберг пише, „лекотата [е] по-тънка от всякога в тази потъмняваща поредица... [има] нов заряд от мрак. Чувствах се депресирана, когато прочетох две трети от нея“. Тя също така сравнява обстановката с изображенията на Чарлз Дикенс за Лондон, тъй като е „мрачен, осветен от злато, жив герой като всеки друг“. Кристофър Паолини нарича по-тъмния тон „тревожен“, защото е толкова различен от по-ранните книги.. Лизъл Шилингер, сътрудник в Ню Йорк Таймс, също отбелязва, че Нечистокръвния принц е „далеч по-мрачен“, но „подправен с хумор, романтика и пъргав диалог“. Тя предлага връзка с атаките от 11 септември, тъй като по-късните, по-мрачни романи са написани след това събитие.

## Критичен прием
Романът Хари Потър и Нечистокръвния принц е посрещнат с положителни отзиви. Лизъл Шилингер от Ню Йорк Таймс хвали разнообразните теми и напрегнатия край на романа. Тя обаче счита дарбата на Роулинг „не толкова за език, колкото за характеризиране и сюжет“. Айвън Зип хвали начина, по който Роулинг превръща Хари в тийнейджър и как сюжетните нишки, открити още в Стаята на тайните, влязат в действие. От друга страна, отбелязва, че „по-възрастните читатели може да са видели края, който идва“.

## Преводи
Хари Потър и Нечистокръвния принц е публикуван едновременно в Обединеното кралство, САЩ, Канада, Австралия, Нова Зеландия и Южна Африка. Книгата е преведена на 67 езика. Въпреки това, поради високата степен на сигурност около ръкописа, преводачите не успяват да започнат превода до датата на пускането му на английски, а най-ранният не се очаква да бъде пуснат до есента на 2005 г.

## Адаптации

### Кино
Книгата Хари Потър и Нечистокръвния принц е адаптирана във филм, чиято премиера в световен мащаб е през 2009 г., режисиран от Дейвид Йейтс, със сценарий от Стив Клоувс. Филмът е продуциран от компанията на Дейвид Хейман, Хейдей Филмс, заедно с Дейвид Барън. Филмът печели над 934 милиона долара в световен мащаб, което го направи вторият най-касов филм за 2009 г. в световен мащаб и петнадесетият най-печеливш за всички времена. Освен това, Нечистокръвният принц печели номинация за Оскар за най-добра кинематография.

## В България
| Година на издаване | Издание                          | Художник на корицата                             | Издателство | Страници |
| ------------------ | -------------------------------- | ------------------------------------------------ | ----------- | -------- |
| 2005 г.            | твърди корици                    | Мери Гранпре                                     | „Егмонт“    | 576      |
| 2016 г.            | твърди корици                    | Джони Дудъл                                      | „Егмонт“    | 576      |
| 2019 г.            | твърди корици (юбилейно издание) | Любен Зидаров                                    | „Егмонт“    | 496      |
| 2021 г.            | твърди корици                    | Мери Гранпре (и на илюстрациите към всяка глава) | „Егмонт“    | 568      |